# Легіонер (футбольний клуб)
«Легіоне́р» — український футбольний клуб з міста Дніпра. Заснований у листопаді 2017. Більшість гравців команди були іноземцями («легіонерами»), переважно студентами закладів вищої освіти міста Дніпра з країн Африки, здебільшого з Гани.

## Історія
Футбольний клуб «Легіонер» був створений у листопаді 2017 року з ініціативи студента з Гани Брайта Нйарко та його дружини українки Яни Нйарко. Брайт, який раніше грав у футбол у Гані та ОАЕ, виступав за команду «Скіф» (Дніпро) в обласній першості, і разом з іншими студентами-африканцями час від часу грав товариські матчі за збірну африканців Дніпра проти інших міст. Яна запропонувала створити футбольний клуб, і вони зібрали команду зі студентів закладів вищої освіти з Дніпра, переважно з Гани, а також з Нігерії, Анголи й інших країн Африки. Федерація футболу Дніпропетровської області надала допомогу в отриманні міжнародних трансферних сертифікатів.
Перший матч зіграв 9 грудня 2017 року в зимовому міжсезонному Турнірі пам'яті Максима Білого, який проводить Федерація футболу Дніпропетровської області, та здобули перемогу 4:0.
У 2018 році дебютували в офіційних змаганнях, зігравши в Першій лізі чемпіонату Дніпропетровської області. За підсумками сезону посіли друге місце серед 12 команд у групі «А».
У сезоні 2019 виступали в Суперлізі (найвищій) чемпіонату Дніпропетровської області, де посіли сьоме місце з 12. У сезоні 2019/20 дебютували в чемпіонаті України серед аматорів.